# PRSS8
PRSS8‏ (Serine protease 8) هوَ بروتين يُشَفر بواسطة جين PRSS8 في الإنسان.